# Anodendron wrayi
Anodendron wrayi är en oleanderväxtart som beskrevs av George King och Gamble. Anodendron wrayi ingår i släktet Anodendron och familjen oleanderväxter. Inga underarter finns listade i Catalogue of Life.